# Anthospermum villosicarpum
Anthospermum villosicarpum là một loài thực vật có hoa trong họ Thiến thảo. Loài này được (Verdc.) Puff mô tả khoa học đầu tiên năm 1986.